# Шевченково (Валковская городская община)
Шевченково (укр. Шевченкове) — село,
Шаровский сельский совет,
Валковский район,
Харьковская область, Украина.
Код КОАТУУ — 6321288509. Население по переписи 2001 г. составляет 51 (24/27 м/ж) человек.

## Географическое положение
Село Шевченково находится на берегу реки Карамушина, примыкает к сёлам Петренково и Коверовка.
На реке запруда.
Село пересекают балки Черемушная, Мусиев Овраг, Макортет.
Часть села раньше называлась Сокольниково.
Возле села садовые участки.
В 3-х км расположена железнодорожная станция Хворостово.
В 4-х км проходит автомобильная дорога М-03 (E 40).

## Происхождение названия
Основано как село Болгарь в 1695 году.
В 1920-х — начале 1930-х годов в области прошла «волна» переименований значительной части населённых пунктов, в «революционные» названия — в честь Октябрьской революции, пролетариата, сов. власти, Кр. армии, социализма, Сов. Украины, деятелей «демократического и революционного движения» (Т. Шевченко, Г. Петровского) и новых праздников (1 мая и других) Это приводило к путанице, так как рядом могли оказаться сёла с одинаковыми новыми названиями — например, Первое, Второе и просто Шевченково.
На территории Украины 64 населённых пункта с названием Шевченково.

## История
- 1695 — дата основания.

## Экономика
- В селе есть птице-товарная ферма.

## Известные уроженцы
Пересада Владимир Савельевич (1935—2020) — советский и российский деятель строительства. Генеральный директор Марийского производственного управления строительства и эксплуатации автомобильных дорог / ГУП «Марийскавтодор» (1973—2002). Заслуженный строитель РСФСР (1985). Член КПСС.